# John K. Waters

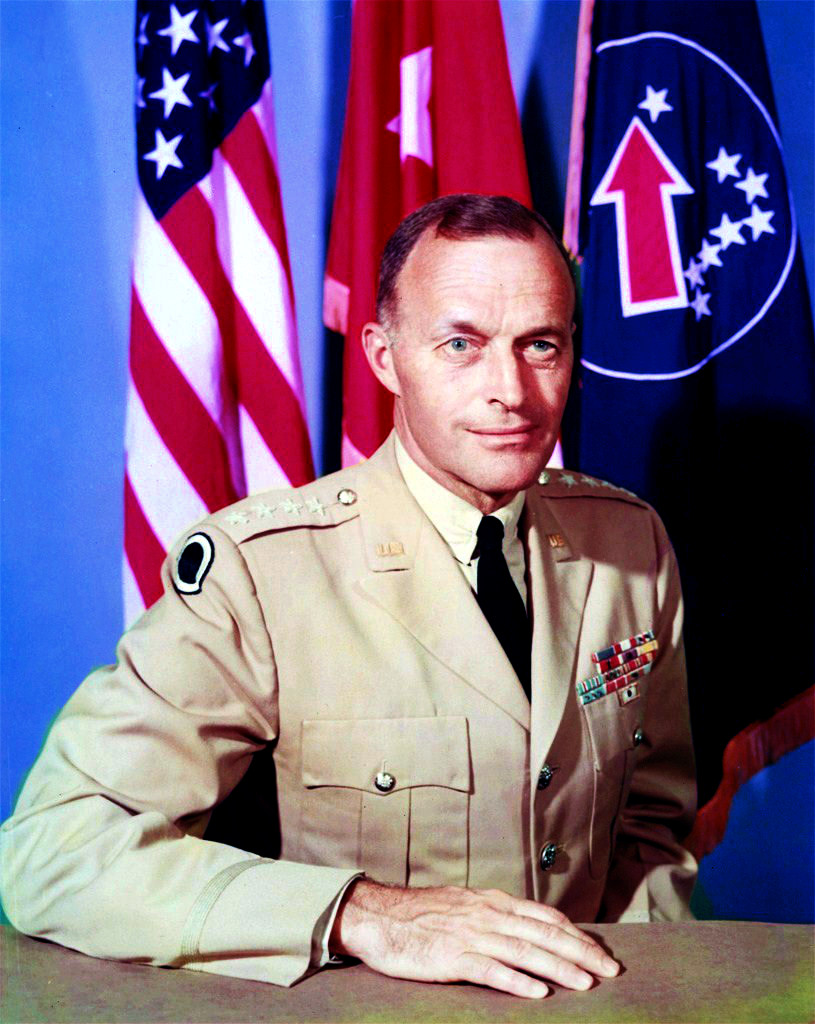
John Knight Waters

John Knight Waters (* 20. Dezember 1906 in Baltimore, Maryland; † 9. Januar 1989 in Washington, D.C.) war ein General der US Army, der zuletzt zwischen 1964 und 1966 Oberkommandierender der US-Landstreitkräfte im Pazifikraum (US Army Pacific) war.

## Leben

### Militärische Ausbildung und Zweiter Weltkrieg

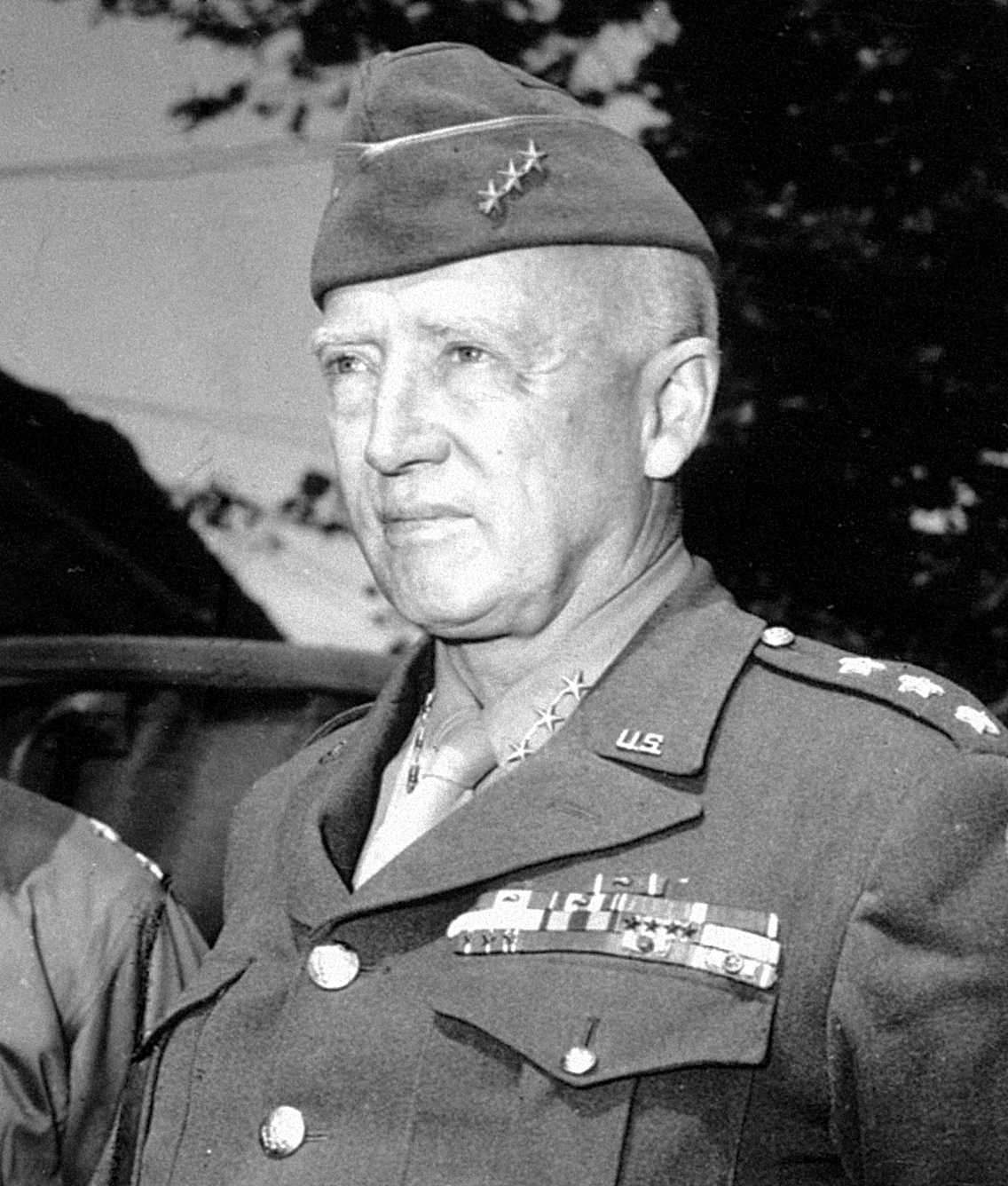
General George Smith Patton, Schwiegervater von General John K. Waters

Waters, Sohn von Arnold Elzey Waters und dessen Ehefrau Helen Knight Waters, wurde nach dem Tode seiner Mutter 1915 zunächst Halbwaise sowie nach dem Tode seines Vaters 1917 bereits als Elfjähriger Vollwaise. Er begann nach dem Besuch der The Boys’ Latin School in Baltimore 1925 ein Studium an der Johns Hopkins University. 1927 brach er das Studium ab und begann stattdessen eine Offiziersausbildung an der US Military Academy in West Point, die er im Juni 1931 als Leutnant der Kavallerie abschloss. Im Anschluss diente er zwischen 1931 und 1941 zehn Jahre lang in verschiedenen Einheiten der Kavallerie. Am 22. Juni 1934 heiratete er Beatrice Ayer Patton, Tochter des späteren Generals George Smith Patton und dessen Ehefrau Beatrice Ayer Patton.
Nach dem Eintritt der USA in den Zweiten Weltkrieg am 8. Dezember 1941 nahm er im November 1942 an der Operation Torch teil, der britisch-amerikanischen Invasion Französisch-Nordafrikas. Während der Schlacht von Sidi Bouzid im Februar 1943 geriet er als Oberstleutnant und Kommandeur des 1. Bataillons der 1. Panzerdivision (1st Armored Division) in deutsche Kriegsgefangenschaft und befand sich anschließend in Kriegsgefangenenlagern in Schlesien, der Tschechoslowakei sowie zuletzt im Oflag XIII-B in Hammelburg. Dort wurde er im März 1945 von der von seinem Schwiegervater Generalleutnant George S. Patton kommandierten Dritten US-Armee (Third US Army) im Rahmen des von Hauptmann Abraham J. Baum geleiteten Kommandounternehmens Hammelburg, der sogenannten Task Force Baum, befreit. Während der Befreiung erlitt er jedoch eine schwere Beinverletzung und befand sich nach einer ersten Behandlung durch einen ebenfalls dort inhaftierten serbischen Arzt ein Jahr lang in einem Lazarett. Nach seiner Befreiung wurde ihm für seinen Einsatz bei der Schlacht von Sidi Bouzid sowie während der Kriegsgefangenschaft das Distinguished Service Cross sowie zwei Mal der Silver Star verliehen.

### Aufstieg zum General
Im Juni 1946 kehrte Waters in den aktiven Dienst zurück und wurde Kommandant des Kadettenkorps der US Military Academy in West Point. Nach weiteren Verwendungen wurde er 1952 Brigadegeneral und nahm als Chef des Stabes des I. Korps (I Corps) vom 25. Juli 1952 bis zum 10. Juli 1953 am Koreakrieg teil. Für seine Verdienste wurde ihm am 22. September 1953 erstmals die Army Distinguished Service Medal verliehen. Danach wurde er als Generalmajor Kommandierender General der 4. Panzerdivision (4th Armored Division). Er war ferner zwischen 1955 und 1957 Chef des US-amerikanischen Militärischen Unterstützungsstabes in Jugoslawien sowie nach seiner Rückkehr stellvertretender Chef des Stabes für Materialentwicklung des in Fort Monroe stationierten Ausbildungskommandos des Heeres CONARC (US Continental Army Command). Am 29. August 1961 löste er Generalleutnant Frederic J. Brown als Kommandierender General des V. Korps (V Corps) ab und verblieb in dieser Funktion bis zum 14. Mai 1962, woraufhin Generalleutnant John H. Michaelis am 15. Mai 1962 seine Nachfolge antrat. Nach seiner Rückkehr wurde er Kommandierender General der Fünften US-Armee (Fifth US Army) in Chicago.
Im Februar 1963 wurde er zum General befördert und übernahm selbst den Posten als Kommandeur des Ausbildungskommandos des Heeres CONARC (US Continental Army Command). Zuletzt wurde er 1964 Nachfolger von General James Francis Collins als Oberkommandierender der US-Landstreitkräfte im Pazifikraum (US Army Pacific) mit Hauptquartier in Fort Shafter auf Hawaii. Im August 1966 schied er aus dem aktiven Militärdienst aus und wurde von General Dwight E. Beach abgelöst. Am 4. Oktober 1966 erhielt er einen Bronzene Eichenblattzweig anstelle einer zweiten Army Distinguished Service Medal. Er wurde ferner mit der 1985 gestifteten Prisoner of War Medal geehrt.
Nach seinem Tode wurde er auf dem Immanuel Episcopal Church Cemetery in Sparks beigesetzt.

## Auszeichnungen
Auswahl der Auszeichnungen, sortiert in Anlehnung der Order of Precedence of Military Awards:
- Distinguished Service Cross
- Army Distinguished Service Medal (2×)
- Silver Star (2×)
- Prisoner of War Medal